# Антикрауни
А́нтикра́уни (рос. антикрауны, англ. anti-crowns) — макроциклічні сполуки здатні утворювати супрамолекулярні комплекси з аніонами. Поняття утворено як антонім до терміна крауни, які дають комплекси з катіонами. 
До таких сполук відносяться, наприклад, перфлуоровані полімеркуромакроцикли, що утворюють комплекси з галогенід-аніонами та нейтральними основами Льюїса.